# Lihovar Smíchov
Lihovar Smíchov (stylizováno jako LiHOVAR) je plánovaná čtvrť s byty a kancelářemi v areálu bývalého Zlíchovského lihovaru sevřeného ulicemi Nádražní a Strakonická. Výstavba probíhá od roku 2022 ve třech stavebních fázích a má být ukončena v roce 2026. V areálu bude 550 bytů v domech a bytovém komínu (věži), jejichž architektonické zpracování má na starosti studio Black n' Arch.
Projekt vychází z nerealizovaného plánu Zlatý Lihovar společnosti Goldfin Investments, který v roce 2021 převzala společnost Trigema. Poté došlo k úpravě projektu při zachování původního urbanistického konceptu a přejmenování na současný název. Součástí komplexu je i komín a budova varny (transformované na Musoleum) původního lihovaru, jež jsou památkově chráněné, a proto nebyly zbourány při demolici areálu.

## Galerie
- Jedna z budov v areálu
- Vnitroblok 1. stavební fáze
- Vnitroblok 1. stavební fáze
- Vnitroblok 1. stavební fáze
- Vnitroblok 1. stavební fáze
- Vnitroblok 1. stavební fáze
- Tzv. flaška z balkonů
- Domovní blok
- Domovní blok
- Domovní blok